# كريستيان كريستنسن
كريستيان كريستنسن (بالدنماركية: Christian Christensen)‏ (21 مايو 1926 – 28 يناير 2005) هو ملاكم دنماركي راحل، مثّل بلاده في الألعاب الأولمبية الصيفية 1948.

## روابط خارجية
كريستيان كريستنسن على موقع بوكس ريك (الإنجليزية) (registration required)
- كريستيان كريستنسن على موقع أوليمبيديا (الإنجليزية)